# لاک‌پشت باتلاق سیاه
لاک‌پشت باتلاق سیاه یا لاک‌پشت خنده‌رو یک لاک‌پشت آب‌شیرین است که بومی آسیای جنوب شرقی است.